# Campionat del món de dards PDC 2024

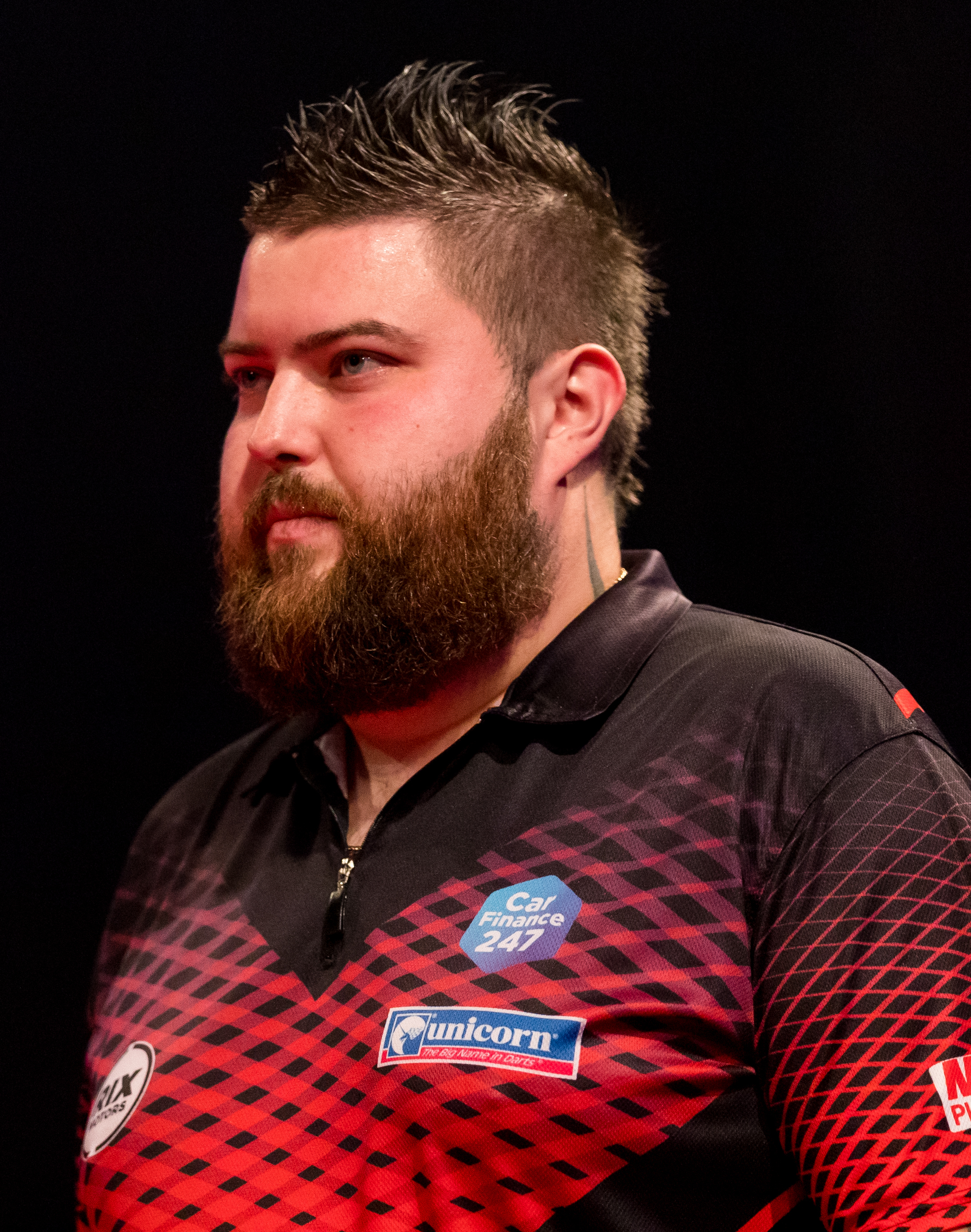
Michael Smith és el campió vigent de la competició i primer cap de sèrie per al torneig de 2024.

El Campionat del món de dards PDC 2024 (conegut per raons de patrocini com a Campionat Mundial de Dards Paddy Power 2023/24) és un esdeveniment de dards professional que es disputarà a l'Alexandra Palace de Londres, Anglaterra, del 15 de desembre de 2023 al 3 de gener de 2024. És el 31è Campionat Mundial de Dards que organitza la Professional Darts Corporation d'ençà que es va separar de l'ara desapareguda British Darts Organization.
Michael Smith n'és el vigent campió després de derrotar Michael van Gerwen per 7–4 a la final del 2023.

## Visió general

### Premi en diners
Els premis del torneig, per sisè any consecutiu, repartiran, en total, 2,5 milions de lliures esterlines.
| Posició (nombre de jugadors)  | Posició (nombre de jugadors) | Premi econòmic (Total: 2.500.000 £) |
| ----------------------------- | ---------------------------- | ----------------------------------- |
| Guanyador                     | (1)                          | 500.000 £                           |
| Finalista                     | (1)                          | 200.000 £                           |
| Semifinalistes                | (2)                          | 100.000 £                           |
| Quarts de finalista           | (4)                          | 50.000 £                            |
| Perdedors de la quarta ronda  | (8)                          | 35.000 £                            |
| Perdedors de la tercera ronda | (16)                         | 25.000 £                            |
| Perdedors de la segona ronda  | (32)                         | 15.000 £                            |
| Perdedors de la primera ronda | (32)                         | 7.500 £                             |

### Format
Tots els partits es jugaran amb el mecanisme d'entrada simple, doble sortida, requerint que els jugadors anotin 501 punts per guanyar un joc, i acabaran en una doble (la diana compta com el doble de vint-i-cinc per a aquest propòsit). Els partits es juguen al millor de tres sets, sent cada set al millor de cinc jocs (guanya el primer que se n'emporta tres).
Per a totes les rondes excepte la primera, el set decisiu s'ha de guanyar amb dos jocs de diferència, tret que el resultat del set sigui de 5–5, en aquest cas es fa un joc de mort sobtada.
| Ronda           | El millor de (sets) | Primer a (sets) |
| --------------- | ------------------- | --------------- |
| Primer          | 5                   | 3               |
| Segon           | 5                   | 3               |
| Tercer          | 7                   | 4               |
| Quart           | 7                   | 4               |
| Quarts de final | 9                   | 5               |
| Semifinals      | 11                  | 6               |
| Final           | 13                  | 7               |

## Classificació
El Campionat Mundial de Dards PDC de 2024 serà el 31è Campionat Mundial de Dards organitzat per Professional Darts Corporation d'ençà que es va separar de l'ara desapareguda British Darts Organization, i el dissetè que se celebrarà a l'Alexandra Palace de Londres. Les finals se celebraran entre el 15 de desembre de 2023 i el 3 de gener de 2024. Al campionat hi competeixen 96 jugadors. Els trenta-dos jugadors millor classificats seran cap de sèrie a la segona ronda. Els següents trenta-dos jugadors millor classificats i trenta- dos jugadors de les diferents eliminatòries que passen a la primera ronda.

### Caps de sèrie
El guanyador de l'any 2023, Michael Smith, ha estat el primer classificat de l' Ordre del Mèrit de PDC durant dos anys. Michael van Gerwen, el tres vegades campió del món de 2014, 2017 i 2019, serà el segon cap de sèrie, després d'haver guanyat el 2023 dos grans títols: la Premier League i la World Series of Darts Finals. Luke Humphries, guanyador de tres dels últims quatre esdeveniments principals de 2023, el Gran Premi Mundial, el Grand Slam i les Finals del Campionat de Jugadors, serà el tercer cap de sèrie i el campió del món del 2022 Peter Wright, que també va ser campió el 2020 i va guanyar el Campionat d'Europa de 2023, serà el quart cap de sèrie. A més de Smith, Van Gerwen i Wright, altres quatre anteriors campions del món del PDC es van classificar com a cap de sèrie: El campió del món de 2021 Gerwyn Price serà el cinquè cap de sèrie, el campió del món de 2018 Rob Cross serà el vuitè cap de sèrie, el campió del món de 2015 i 2016 Gary Anderson serà el 21è cap de sèrie i el campió del món del PDC 2007 Raymond van Barneveld serà el 29è cap de sèrie. El campió del món BDO 2014 Stephen Bunting es va classificar com a 18è cap de sèrie com un dels dos campions BDO que es van classificar com caps de sèrie, juntament amb el quatre vegades campió de BDO Van Barneveld.
Els primers caps de sèrie darrere de Smith, van Gerwen, Humphries, Wright i Price seran el campió mundial de Matchplay del 2023, Nathan Aspinall, el campió de l'Open del Regne Unit del 2022, Danny Noppert, Rob Cross i Jonny Clayton, que juntament amb Gerwyn Price van guanyar la Copa del Món de dards del PDC 2023. Altres campions d'esdeveniments important del 2023 que es van classificar com a cap de sèrie van ser el campió del Masters Chris Dobey, com a 17è cap de sèrie i el guanyador de l'Open del Regne Unit del 2023, Andrew Gilding, tres llocs per sota d'ell, com a 20è.

### Classificació Pro Tour
Ricardo Pietreczko, el guanyador del Campionat de dards alemany de 2023, va ser el no cap de sèrie amb millor classificació a l'Ordre del Mèrit del PDC Pro Tour 2023 en la seva primera participació al Campionat del Món. Gian van Veen, el subcampió del món juvenil de 2023 i semifinalista del Campionat d'Europa, i els guanyadors de l'esdeveniment ProTour de 2023 Ryan Joyce i Radek Szagański també estaven entre els classificats.
A més de Pietreczko, Van Veen i Szagański, altres jugadors que es van classificar per al seu debut al Campionat del Món de PDC van ser Mario Vandenbogaerde, Richard Veenstra, Kevin Doets, Connor Scutt, Dylan Slevin, Lee Evans, Jules van Dongen . Altres jugadors que es van classificar a través del Pro Tour inclouen el subcampió de 2010 Simon Whitlock, el campió de BDO de 1996 Steve Beaton i el campió de BDO de 2012 Christian Kist.

### Classificats internacionals
El grup final de 32 eliminatòries va ser determinat per una sèrie de classificacions internacionals i gires secundàries. El PDC Asian Tour que se celebra des del 2019 va proporcionar classificacions tant per al Campionat del Món com per al Campionat asiàtic; la qualificació de Professional Darts Japan va ser substituïda per una plaça mitjançant el Campionat Asiàtic reservada per a un jugador japonès. La classificació ucraïnesa que s'havia celebrat per primera vegada en la classificació l'any anterior es va suspendre i es van combinar les eliminatòries del sud-oest i l'oest d'Europa.
Luke Littler, el Campió Mundial Juvenil 2023, es va classificar a través del PDC Development Tour. Fallon Sherrock, l'única dona que havia guanyat prèviament un partit al Campionat del Món de Dards PDC, i la doble campiona del món femenina de BDO, Mikuru Suzuki, es van classificar a través de la sèrie de dones PDC. En un canvi de regles, el PDC va anunciar que cap jugador era elegible per competir al Campionat del Món PDC de 2024 si hagués jugat al Campionat del Món de Dards WDF de 2023 que va concloure una setmana abans. Beau Greaves, la guanyadora del Women's World Matchplay 2023, va optar per no competir al Campionat PDC per al qual s'havia classificat, sinó que va optar pel WDF. Prakash Jiwa, el guanyador de la qualificació índia, va ser suspès per l'Autoritat de Regulació de Dards el 16 de novembre de 2023 mentre es dugués a terme una investigació sobre apostes sospitoses a la sèrie independent Modus Super. Jiwa va ser substituït pel subcampió de la classificació indi, Bhav Patel el 25 de novembre de 2023. Els quatre últims llocs van ser atorgats per un qualificador per a titulars de la PDC Tour Card no qualificats.
Els debutants a través de les classificacions internacionals i per invitació van ser Simon Adams, Owen Bates, Stowe Buntz, Tomoya Goto, Man Lok Leung, Luke Littler, Wessel Nijman, Sandro Eric Sosing, Bhav Patel, Berry van Peer, Darren Penhall, Reynaldo Rivera, Alex Spellman i Thibault Tricole, que va ser el primer jugador francès a classificar-se per a un Campionat del Món de PDC.
               

## Eliminatòries

### Finals
|  | Quarts de final (al millor de 9 sets) 1 de gener | Quarts de final (al millor de 9 sets) 1 de gener | Quarts de final (al millor de 9 sets) 1 de gener |  |  | Semifinals (11 sets) 2 de gener | Semifinals (11 sets) 2 de gener | Semifinals (11 sets) 2 de gener |  |  | Final (13 sets) 3 de gener | Final (13 sets) 3 de gener | Final (13 sets) 3 de gener |
|  |                                                  |                                                  |                                                  |  |  |                                 |                                 |                                 |  |  |                            |                            |                            |
|  | 1                                                |                                                  |                                                  |  |  |                                 |                                 |                                 |  |  |                            |                            |                            |
|  | 8                                                |                                                  |                                                  |  |  |                                 |                                 |                                 |  |  |                            |                            |                            |
|  |                                                  |                                                  |                                                  |  |  |                                 |                                 |                                 |  |  |                            |                            |                            |
|  |                                                  |                                                  |                                                  |  |  |                                 |                                 |                                 |  |  |                            |                            |                            |
|  |                                                  |                                                  |                                                  |  |  |                                 |                                 |                                 |  |  |                            |                            |                            |
|  | 4                                                |                                                  |                                                  |  |  |                                 |                                 |                                 |  |  |                            |                            |                            |
|  |                                                  |                                                  |                                                  |  |  |                                 |                                 |                                 |  |  |                            |                            |                            |
|  | 5                                                |                                                  |                                                  |  |  |                                 |                                 |                                 |  |  |                            |                            |                            |
|  |                                                  |                                                  |                                                  |  |  |                                 |                                 |                                 |  |  |                            |                            |                            |
|  |                                                  |                                                  |                                                  |  |  |                                 |                                 |                                 |  |  |                            |                            |                            |
|  | 3                                                |                                                  |                                                  |  |  |                                 |                                 |                                 |  |  |                            |                            |                            |
|  | 6                                                |                                                  |                                                  |  |  |                                 |                                 |                                 |  |  |                            |                            |                            |
|  |                                                  |                                                  |                                                  |  |  |                                 |                                 |                                 |  |  |                            |                            |                            |
|  |                                                  |                                                  |                                                  |  |  |                                 |                                 |                                 |  |  |                            |                            |                            |
|  |                                                  |                                                  |                                                  |  |  |                                 |                                 |                                 |  |  |                            |                            |                            |
|  | 2                                                |                                                  |                                                  |  |  |                                 |                                 |                                 |  |  |                            |                            |                            |
|  |                                                  |                                                  |                                                  |  |  |                                 |                                 |                                 |  |  |                            |                            |                            |
|  | 7                                                |                                                  |                                                  |  |  |                                 |                                 |                                 |  |  |                            |                            |                            |